# Philonerax chilechicoensis
Philonerax chilechicoensis är en tvåvingeart som beskrevs av Artigas 1970. Philonerax chilechicoensis ingår i släktet Philonerax och familjen rovflugor. Inga underarter finns listade i Catalogue of Life.